# Ferdinando (satélite)
Ferdinando es un satélite natural de Urano, siendo el más externo y contando con una órbita retrógrada. Fue descubierto el 13 de agosto de 2001 por Matthew J. Holman, John J. Kavelaars, Dan Milisavljevic y Brett J. Gladman. Luego, el objeto se perdió sin confirmación de que realmente estaba orbitando alrededor de Urano. Su designación provisional fue S/2001 U 2, también es llamado Urano XXIV. Debe su nombre a Ferdinando, rey de Nápoles en la obra La Tempestad de William Shakespeare.
Aunque fue observado el 21 de septiembre, el 15 de noviembre de 2001, el 13 de agosto y el 5 de septiembre de 2002, se le consideró perdido. El 24 de septiembre de 2003, fue observado nuevamente por Scott S. Sheppard a partir de imágenes obtenidas junto a David C. Jewitt los días 29 de agosto, 30 de agosto y 20 de septiembre de ese año, lo que confirmó el descubrimiento de Holman.
Ferdinando es el satélite más lejano de Urano, muestra una órbita retrógrada moderadamente inclinada y de alta excentricidad.